# Manuel Pleisch
Manuel Pleisch (Schiers, 23 luglio 1990) è un ex sciatore alpino svizzero.

## Biografia
Manuel Pleisch, nato a Schiers, ha fatto il suo esordio nel Circo bianco l'8 dicembre 2005 partecipando a uno slalom speciale valido come gara FIS a Lenzerheide, senza classificarsi, e ha debuttato in Coppa Europa il 7 gennaio 2008 a Crans-Montana piazzandosi 80º in discesa libera. Ha partecipato a due edizioni dei Mondiali juniores, ottenendo come miglior risultato il 4º posto nella combinata a Monte Bianco 2010.
L'11 dicembre 2010 ha partecipato alla sua prima gara di Coppa del Mondo disputando lo slalom gigante tenutosi sul tracciato di Val-d'Isère, senza concluderlo; il 18 dicembre 2012 ha conquistato il primo podio in Coppa Europa giungendo 3º nello slalom gigante di Zuoz/Sankt Moritz, piazzandosi alle spalle del francese Thomas Frey e del russo Stepan Zuev, e a fine stagione è risultato vincitore della classifica di specialità del circuito continentale.
Il 26 ottobre 2014 ha colto a Sölden in slalom gigante il suo miglior piazzamento in Coppa del Mondo (16º)  e il 9 febbraio 2015 ha ottenuto a Oberjoch nella medesima specialità il suo ultimo podio in Coppa Europa (3º). Il 29 gennaio 2017 ha disputato la sua ultima gara in Coppa del Mondo, lo slalom gigante di Garmisch-Partenkirchen che non ha completato; si è ritirato al termine di quella stessa stagione 2017-2018 e la sua ultima gara in carriera è stata il supergigante dei Campionati svizzeri 2018, il 6 aprile a Davos, non completato da Pleisch. In carriera non ha preso parte né a rassegne olimpiche né iridate.

## Palmarès

### Coppa del Mondo
- Miglior piazzamento in classifica generale: 105º nel 2015

### Coppa Europa
- Miglior piazzamento in classifica generale: 10º nel 2013
- Vincitore della classifica di slalom gigante nel 2013
- 4 podi:
  - 1 secondo posto
  - 3 terzi posti

### Campionati svizzeri
- 1 medaglia[2]:
  - 1 bronzo (slalom gigante nel 2015)